# 1999 CB43
1999 CB43 är en asteroid i huvudbältet som upptäcktes den 10 februari 1999 av LINEAR i Socorro County, New Mexico.
Asteroiden har en diameter på ungefär 14 kilometer och den tillhör asteroidgruppen Themis.